# Benoît Despas
Benoît Despas, né le 3 mai 1963 à Marche-en-Famenne (province de Luxembourg), est un scénariste de bande dessinée belge.

## Biographie
Benoît Despas naît le 3 mai 1963 à Marche-en-Famenne. Il aborde le monde de la bande dessinée en faisant ses premières armes de scénariste dans les derniers numéros du journal Tintin en 1988 avec un court récit de 6 planches intitulé Les Messagers. Il publie un court récit de 4 pages La Nuit des rapaces, mis en image par Jean-Marc Kulawik dans le neuvième numéro du périodique Jet des éditions Le Lombard en janvier 1991. Il écrit Les Templiers, des récits historiques pour le dessinateur portugais José Pires dans Hello Bédé en 1991 et publié sous le titre Les Templiers - Le sang et la gloire dans la collection « Histoires de l'histoire » aux éditions du Lombard la même année.
En 1994, Despas écrit les scénarios de la série de bande dessinée Baudouin, dessinée par Bernard Coppens autour du roi des Belges Baudouin. En 1999 et 2006, il écrit les scénarios de la série Guy Gilbert sur le prêtre Guy Gilbert, qui a travaillé parmi les jeunes délaissés de Paris ; l'album est dessiné par Jean-Marc Kulawik.
En 2000, Despas et Erwin Drèze réalisent l'album Le Secret de Maredsous, qui sert de guide (historique) et de chasse au trésor pour l'Abbaye de Maredsous. La même année, ils réalisent l'album Miracle à Maredsous, coécrit avec Paule Fostroy publié aux éditions Coccinelle BD. En 2001, il écrit une autre chasse au trésor Dans la plus petite ville du monde sur la ville de Durbuy pour le dessinateur Patrick Van Oppen.
En 2002, il écrit l'album Auriac qui retrace les aventures d’un jeune Gaulois en terre de Palestine, dessiné par Marco Venanzi et la collaboration graphique d'Alain Sikorski pour les décors. En 2003, cet album a reçu une mention spéciale du prix international de la bande dessinée chrétienne francophone décerné lors du Festival international de la bande dessinée d'Angoulême et celui du meilleur album étranger à Sobreda (en) au Portugal. La même année, il écrit Ozanam - L'Ère nouvelle pour les dessinateurs Francis Carin, Didgé publié aux mêmes éditions.
Entre 2004 et 2008, Despas écrit les scénarios des trois albums de la série Les Nouvelles Aventures de Jimmy Tousseul, dessinés par Daniel Desorgher publiés dans la collection « Bruxelles-Paris » aux éditions Glénat. Il coécrit le premier album avec Stephen Desberg.
En 2008, avec le titre : Les Templiers (scénario Benoît Despas) publié aux éditions Casterman , Despas intègre l’équipe des collaborateurs de Jacques Martin.
En 2009, Despas signe le scénario du one shot Le Diable noir d'après le roman d'Alexandre Dumas, dessiné par José Pires aux Éditions Orphie.
Benoît Despas renouvelle la collaboration avec le dessinateur Erwin Drèze pour une chasse au trésor interactive Les Trésors cachés du pays de Durbuy publié aux éditions European Treasure en 2010 et l'année suivante pour une autre La Nuit des détectives. Il enchaîne avec Le Secret de Maredsous, en 2012 et toujours avec le même dessinateur, il scénarise un album de communication Le Secret des batteries pour BeBat en 2014.
En 2010, il publie À la découverte des secrets de Megève avec Fich comme dessinateur et la même année, il retrouve Erwin Drèze accompagné de Michel Pierret pour lesquels il écrit le scénario de la chasse au trésor interactive Les Héritiers de Sherlock Holmes et pour Benoît Roels, il scénarise Le Fabuleux Trésor de Durbuy et À la recherche des joyaux de la plus petite ville du monde, publiés tous quatre par European Treasure. 
En 2012, Despas écrit le scénario de l'album touristique Les Trésors de Cannes, qui est dessiné par Francis Carin et son fils David Caryn. Il écrit encore le scénario de l'ouvrage Les Trésors de la Crête inconnue pour Benoît Roels.

#### Livres
: document utilisé comme source pour la rédaction de cet article.
- Jean-Louis Lechat, Un demi-siècle d’aventures t. 2 : 1970 - 1996, Bruxelles, Le Lombard, 5 décembre 1996, 224 p., ill. ; 31 cm (ISBN 280361233X, OCLC 37995939, BNF 37539082, présentation en ligne), p. 162. .
- Jacques Fiérain, « Despas, Benoît », dans La BD dans les provinces de Liège, Namur et Luxembourg, Charleroi, Éd. l'Âge d'or, 2004, 112 p., ill. ; 31 cm (ISBN 9782960019698, OCLC 470388297, présentation en ligne), p. 32.
- Philippe Mellot, Michel Denni, Laurent Turpin et Isabelle Morzadec, Trésors de la bande dessinée : BDM 2023-2024 - Catalogue encyclopédique et Argus, Paris, Les Arènes, novembre 2022, 23e éd., 1677 p., ill. ; 23 cm (ISBN 9791037507280, OCLC 1351462460, présentation en ligne), p. 41, 46, 73, 105, 140, 573, 600, 671, 841, 1460. .

#### Périodiques
- « Benoît Despas », Jet, Le Lombard, no 9,‎ janvier 1991, p. 64 (ISBN 2-8036-0833- 2, ISSN 1146-2728).

#### Articles
- Gilles Ratier, « Prix Alph-Art 2003 », BDzoom,‎ 25 janvier 2003 (lire en ligne, consulté le 23 juin 2022).